# 1982年の日本公開映画
- 映画 > 映画の一覧 > 年度別日本公開映画 > 1982年の日本公開映画
- 映画 > 1982年の映画 > 1982年の日本公開映画

1982年の日本公開映画（1982ねんのにほんこうかいえいが）では、1982年（昭和57年）1月1日から同年12月31日までに日本で商業公開された映画の一覧を記載。作品名の右の丸括弧内は製作国を示す。
記載の凡例については年度別日本公開映画#凡例を参照

## 作品一覧

### 1月
- 16日
  - 飛鳥へ、そしてまだ見ぬ子へ ( 日本)
- 23日
  - U・ボート ( 西ドイツ)
  - 死霊伝説 ( アメリカ合衆国)
  - セロ弾きのゴーシュ ( 日本)

### 2月
- 6日
  - あゝ野麦峠 新緑篇 ( 日本)
- 13日
  - ベストフレンズ ( アメリカ合衆国)
- 20日
  - 告白 ( アメリカ合衆国)
  - 白いドレスの女 ( アメリカ合衆国)
  - スクープ 悪意の不在 ( アメリカ合衆国)
- 27日
  - フランス軍中尉の女 ( イギリス /  アメリカ合衆国)
  - プリンス・オブ・シティ ( アメリカ合衆国)

### 3月
- 6日
  - 戦場の小さな恋人たち ( アメリカ合衆国)
- 13日
  - おはよう!スパンク ( 日本)
  - 怪物くん デーモンの剣 ( 日本)
  - 機動戦士ガンダムIII めぐりあい宇宙編 ( 日本)
  - 1000年女王 ( 日本)
  - ドラえもん のび太の大魔境 ( 日本)
  - 忍者ハットリくん ニンニン忍法絵日記の巻 ( 日本)
  - 東映まんがまつり
    - あさりちゃん ( 日本)
    - 世界名作童話 アラジンと魔法のランプ ( 日本)
    - 大戦隊ゴーグルファイブ ( 日本)
    - まんが日本昔ばなし ( 日本)

  - リトル・プリンス ( イギリス)
- 20日
  - アレクサンダー大王 ( イタリア/ 西ドイツ/ ギリシャ)
  - この生命誰のもの ( アメリカ合衆国)
  - 象のいない動物園 ( 日本)
  - 新ど根性ガエル ( 日本)

### 4月
- 5日
  - フェリーニの都 ( イタリア)
- 10日
  - 終電車 ( フランス)
  - 逃げ去る恋 ( フランス)
  - レッズ ( アメリカ合衆国)
- 17日
  - オン・ザ・ロード ( 日本)
  - 化石の荒野  ( 日本)
  - 刑事物語 ( 日本)
  - シャーキーズ・マシーン ( アメリカ合衆国)
  - 転校生 ( 日本)
  - 窓からローマが見える ( 日本 /  イタリア)
  - ロングラン ( 日本)
- 24日
  - Oh!ベルーシ絶体絶命 ( アメリカ合衆国)
  - 戦国魔神ゴーショーグン ( 日本)
  - 浮浪雲 ( 日本)
- 27日
  - 家庭 ( フランス)

### 5月
- 1日
  - 探偵マイク・ハマー 俺が掟だ! ( アメリカ合衆国)
- 8日
  - 狼男アメリカン ( アメリカ合衆国)
- 15日
  - ザ・レイプ ( 日本)
  - ダイアモンドは傷つかない ( 日本)
  - ヘルナイト ( アメリカ合衆国)
  - 南十字星 ( 日本 /  オーストラリア)
- 22日
  - 人類創世 ( フランス /  カナダ)
  - タップス ( アメリカ合衆国)
  - ブギーマン ( アメリカ合衆国)
- 22日
  - ザ・アマチュア ( カナダ)

### 6月
- 5日
  - 鬼龍院花子の生涯 ( 日本)
  - パラダイス ( カナダ)
  - ヘリウッド ( 日本)
- 12日
  - 道頓堀川 ( 日本)
  - ひめゆりの塔 ( 日本)
  - ボーダー ( アメリカ合衆国)
- 26日
  - グローイング・アップ／ラスト・バージン ( イスラエル/ アメリカ合衆国)
  - 未知への飛行 ( アメリカ合衆国)
- 27日
  - 鏡の中の女 ( スウェーデン)

### 7月
- 3日
  - SPACE ADVENTURE コブラ ( 日本)
  - ロッキー3 ( アメリカ合衆国)
- 10日
  - シブがき隊 ボーイズ & ガールズ ( 日本)
  - 伝説巨神イデオン 接触篇/発動篇 ( 日本)
  - Dr.SLUMP ほよよ! 宇宙大冒険 ( 日本)
  - ブレードランナー ( アメリカ合衆国)
  - メガフォース ( アメリカ合衆国 /  イギリス領香港)
  - 装いの街 ( 日本)
- 17日
  - キャット・ピープル ( アメリカ合衆国)
  - コナン・ザ・グレート ( アメリカ合衆国)
  - ファイヤーフォックス ( アメリカ合衆国)
  - ポルターガイスト ( アメリカ合衆国)
- 28日
  - わが青春のアルカディア ( 日本)
- 31日
  - マニアック ( アメリカ合衆国)

### 8月
- 6日
  - 軽井沢夫人 ( 日本)
  - ニッケルオデオン ( アメリカ合衆国)
- 7日
  - えきすとら ( 日本)
  - 男はつらいよ 寅次郎あじさいの恋 ( 日本)
  - 大日本帝国 ( 日本)
  - テクノポリス21C ( 日本)
  - ハイティーン・ブギ ( 日本)
- 14日
  - 炎のランナー ( イギリス /  アメリカ合衆国)
  - 無人の野 ( ベトナム)
  - ワン・フロム・ザ・ハート ( アメリカ合衆国)
- 21日
  - 巨人の星 ( 日本)

### 9月
- 11日
  - 呪われた森 ( アメリカ合衆国)
  - 幻の湖 ( 日本)
- 15日
  - 凶弾 ( 日本)
  - トロン ( アメリカ合衆国)
- 18日
  - 疑惑 ( 日本)
  - 夏の秘密 ( 日本)
- 25日
  - 人形嫌い ( 日本)
  - 誘拐報道 ( 日本)

### 10月
- 1日
  - ニジンスキー ( アメリカ合衆国)
- 2日
  - おんな6丁目 蜜の味 ( 日本)
  - ゾロ ( アメリカ合衆国)
  - 野獣刑事 ( 日本)
- 9日
  - 蒲田行進曲 ( 日本)
  - キッドナップ・ブルース ( 日本)
  - この子の七つのお祝いに ( 日本)
  - シークレット・レンズ ( アメリカ合衆国)
- 16日
  - 赤い帽子の女 ( 日本)
  - 海峡 ( 日本)
- 23日
  - エンティティー 霊体 ( アメリカ合衆国)
  - 華麗なる陰謀 ( アメリカ合衆国)
  - ザ・ソルジャー ( アメリカ合衆国)
  - 殺人魚フライングキラー ( アメリカ合衆国)
  - 1900年 ( イタリア /  フランス /  西ドイツ)
- 30日
  - FUTURE WAR 198X年 ( 日本）

### 11月
- 3日
  - 少林寺 ( イギリス領香港/ 中国)
- 13日
  - 熊座の淡き星影 ( イタリア)
  - ハンキー・パンキー（英語版） ( アメリカ合衆国)
  - 初体験/リッジモント・ハイ ( アメリカ合衆国)
- 20日
  - さらば相棒 ( 日本)
  - 遊星からの物体X ( アメリカ合衆国)
  - 阿Q正伝 ( 中国)

### 12月
- 4日
  - E.T. ( アメリカ合衆国)
  - 地中海殺人事件 ( イギリス)
- 17日
  - 遠野物語 ( 日本)
- 18日
  - アニー ( アメリカ合衆国)
  - 伊賀忍法帖 ( 日本)
  - ウィーン物語 ジェミニ・YとS ( 日本)
  - グリース2 ( アメリカ合衆国)
  - 三等高校生 ( 日本)
  - 病院狂時代 ( アメリカ合衆国)
  - 汚れた英雄 ( 日本)
  - ランボー ( アメリカ合衆国)
  - 六神合体ゴッドマーズ ( 日本)
- 24日
  - 隣の女 ( フランス)
- 28日
  - 男はつらいよ 花も嵐も寅次郎 ( 日本)
  - 次郎長青春篇 つっぱり清水港 ( 日本)